# Cochemiea wrightii
Cochemiea wrightii es una especie de planta suculenta perteneciente al género Cochemiea, dentro de la familia Cactaceae. Se distribuye desde el este de Arizona hasta Nuevo México, el oeste de Texas y el norte de México y anteriormente se le conocía como Mammillaria wrightii.

## Descripción

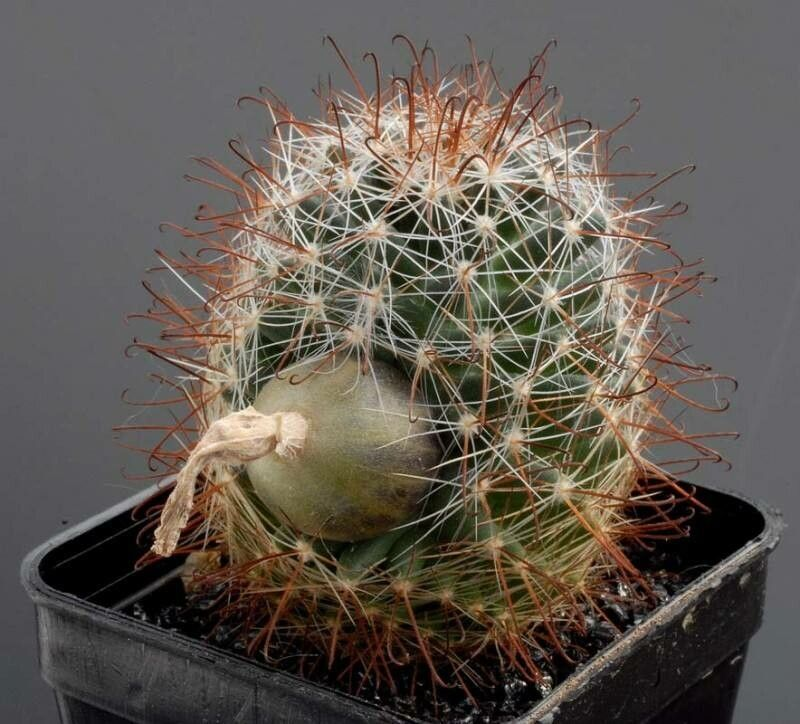
Planta en fruto

Cochemiea wrightii es una especie de cactus pequeño que normalmente crece de forma solitaria, sin ramificar. Los tallos son de color verde oscuro, aplanados, de forma esférica a cortamente cilíndrica, de 4 a 8 cm de altura y diámetros de 3 a 8 cm.
Los tallos están cubiertos de tubérculos cilíndricos y flácidos, de hasta 1,2 cm de largo y se disponen en espiral. No contienen savia lechosa (látex) y poseen axilas (espacio que hay entre los tubérculos) desnudas. Sobre ellos se asientan areolas que tienen de 1 o 4 espinas centrales gruesas de color marrón rojizo, negro o blanco y negro, de entre 1,2 y 1,4 cm de largo, siendo 2 o 3 de ellas generalmente ganchudas. También hay de 8 a 15 espinas radiales aciculares, de color blanco con la punta oscura o parduscas en toda su extensión, de 0,5 a 1 cm de longitud.

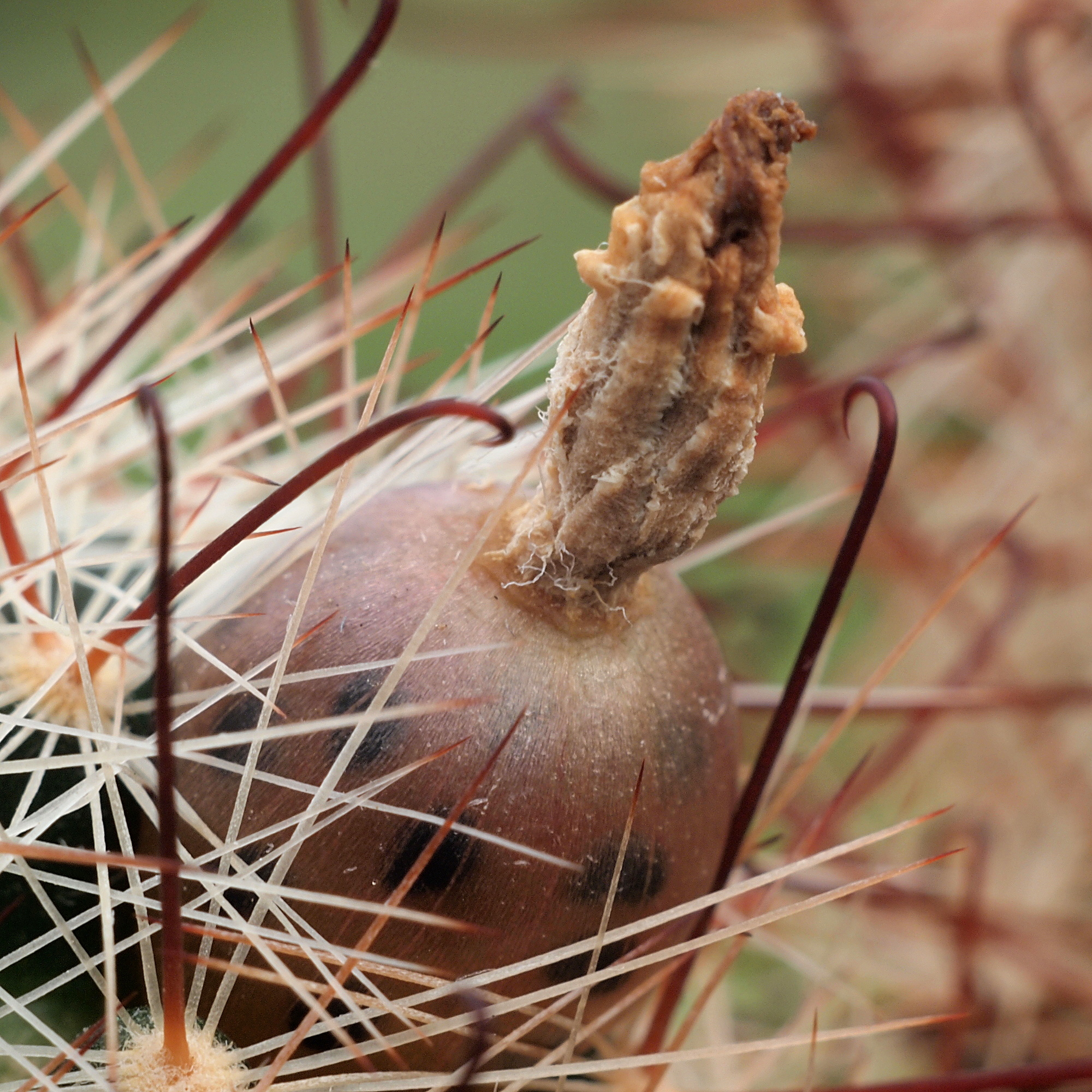
Detalle del fruto

Las flores son de color magenta a púrpura brillante, muy raramente blancas y miden de 2,5 a 4 cm de largo y de 2,5 a 7,5 de diámetro. Las anteras son de color amarillo brillante y el estilo es verdoso. 
Los frutos son de color verde o morado apoco, muy jugosos y su forma va de ovalada a esférica, muy parecidos a uvas. Generalmente miden de 1,2 a 2,5 cm de diámetro y contienen semillas negras en su interior de 1,3 a 1,5 mm de largo.

## Distribución y hábitat
El área de distribución nativa de esta especie abarca desde el este de Arizona hasta Nuevo México, el oeste de Texas y el norte de México, y crece principalmente en biomas desérticos o de matorrales secos, entre los 1000 y 2200 metros de altitud.

## Taxonomía
La primera descripción de esta especie fue como Mammillaria wrightii, publicada en 1856 por el botánico alemán George Engelmann en el libro Synopsis of the Cactaceae of the Territory of the United States: 6.
Posteriormente, el botánico ruso Alexander Borissovitch Doweld colocó la especie en el género Cochemiea, pasando a llamarse Cochemiea wrightii y anotando estos cambios en la revista científica Tsukkulenty 3: 39 en el año 2000.
Etimología
- Cochemiea: nombre genérico que hace referencia a la tribu indígena Cochimí, que en el pasado ocupó un gran territorio de Baja California y cuya área es parte del área de distribución natural de este género.
- wrightii: epíteto específico otorgado en honor al botánico estadounidense Charles Wright, quien exploró particularmente Texas y Cuba.[4]

### Subespecies
Actualmente se distinguen dos subespecies:
| Imagen | Subespecie                                                     | Descripción                                                 | Distribución                                                                                             |
| ------ | -------------------------------------------------------------- | ----------------------------------------------------------- | --- |
|        | Cochemiea wrightii subsp. wilcoxii (Toumey ex K.Schum.) Doweld | Tiene flores de color púrpura brillante (raramente blanco). | Desde el sureste de Arizona hasta el suroeste de Nuevo México y noroeste de México (Sonora y Chihuahua). |
|        | Cochemiea wrightii subsp. wrightii                             | Tiene flores grandes de color magenta a púrpura.            | desde el este de Arizona hasta Nuevo México y el oeste de Texas.                                         |

Sinonimia
- Sinónimos de Cochemiea wrightii subsp. wilcoxii:
  - Chilita wilcoxii (Toumey ex K.Schum.) Orcutt (1926)
  - Ebnerella wilcoxii (Toumey ex K.Schum.) Buxb. (1951)
  - Fimbriatocactus wilcoxii (Toumey ex K.Schum.) Guiggi (2023)
  - Mammillaria wilcoxii Toumey ex K.Schum. (1898)
  - Mammillaria wrightii var. wilcoxii (Toumey ex K.Schum.) W.T.Marshall (1950)
  - Mammillaria wrightii subsp. wilcoxii (Toumey ex K.Schum.) D.R.Hunt (1997)
  - Neomammillaria wilcoxii (Toumey ex K.Schum.) Britton & Rose (1923)

- Sinónimos de Cochemiea wrightii subsp. wrightii:
  - Fimbriatocactus wrightii f. wolfii (D.R.Hunt) Guiggi (2023)
  - Mammillaria meridiorosei Castetter, P.Pierce & K.H.Schwer. (1978)
  - Mammillaria wrightii f. wolfii D.R.Hunt (1979)
  - Mammillaria wrightii var. wolfii (D.R.Hunt) Repp. (1987)

## Estado de conservación
En la Lista Roja de Especies Amenazadas de la UICN, la especie está clasificada como de “Preocupación Menor (LC)”.

## Usos

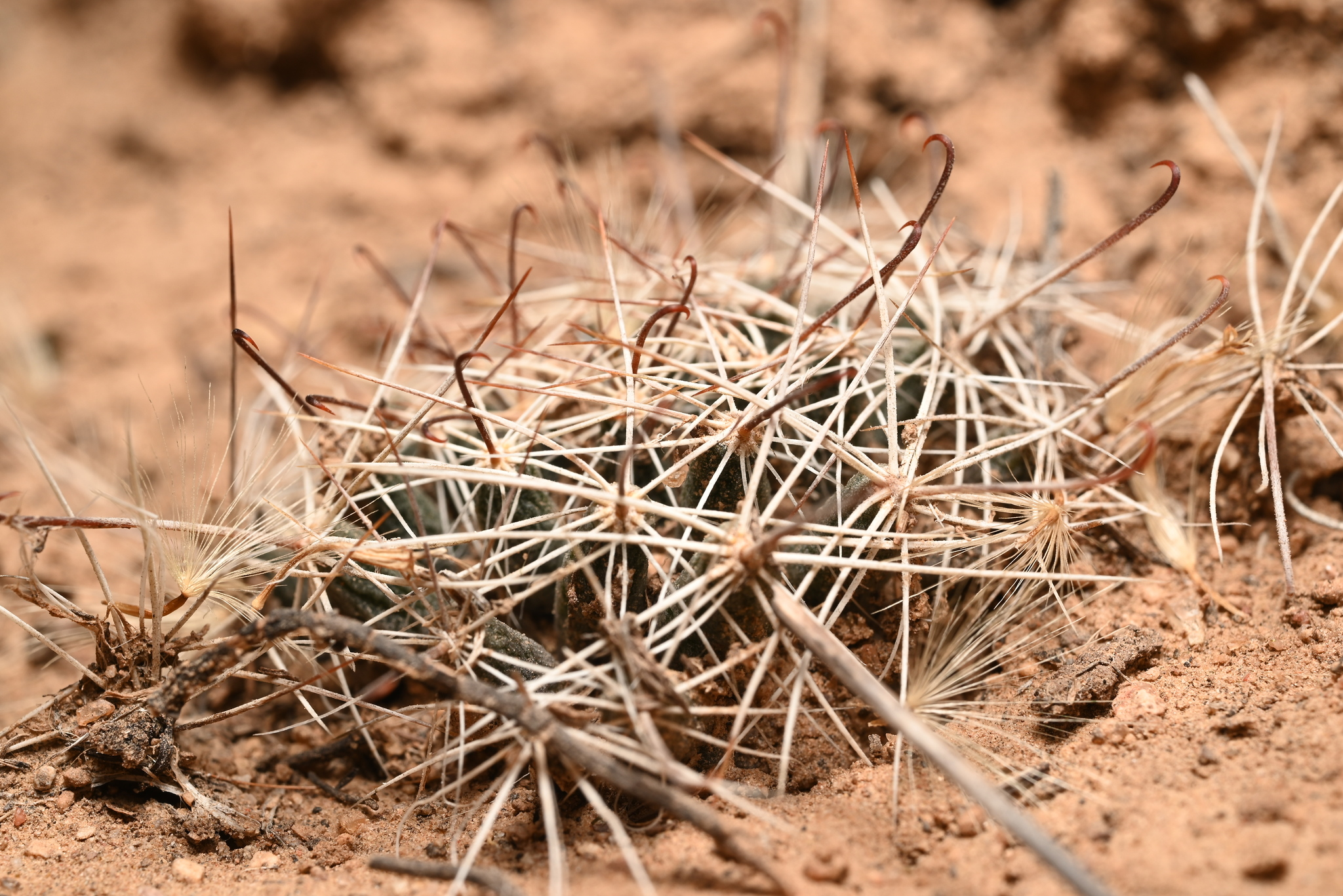
En su hábitat

Se cultiva principalmente como planta ornamental y su propagación se realiza a través de esquejes o semillas.